# Жак Одібер
Жак Одібер (фр. Jacques Audibert; 29 жовтня 1960, Страсбург) — французький дипломат, дипломатичний радник президента Французької Республіки Франсуа Олланда у 2014—2017 роках.

## Біографія
Народився 29 жовтня 1960 у Страсбурзі.
Закінчив Centre universitaire d'enseignement du journalisme. Після цього з 1985 по 1988 рік навчався у Національній школі адміністрації.
Був радником міністра промисловості та регіонального планування і міністра оборони Франції. Також обіймав різні посади в Міністерстві закордонних справ Франції, а також у посольствах Франції у В'єтнамі, Німеччині, Канаді, Великій Британії.
У 2014 році був шерпом президента Олланда на зустрічах G7 та G20. У 2014—2017 роках — дипломатичний радник президента Французької Республіки.
Як спецпосланець президента Французької Республіки, організовував зустрічі у Нормандському форматі щодо врегулювання війни на Донбасі та анексії Криму.
З 2018 року — заступник генерального секретаря компанії «Suez».

## Нагороди
- орден «За заслуги» III ступеня (Україна, 23 серпня 2017) — за вагомий особистий внесок у зміцнення міжнародного авторитету Української держави, популяризацію її історичної спадщини і сучасних надбань[7];